# Hokkanen vs. Finlanda
Cauza Hokkanen vs. Finlanda (petiția numărul 19823/1992, hotărârea din 23 septembrie 1994) reprezintă o cazuistică a Curții Europene a Drepturilor Omului. În acest caz instanța a tratat articolul 8 (Dreptul la respectarea vieții private și de familie)
Reclamantul, cetățeanul finlandez Teuvo Hokkanen, este tatăl unui copil minor pe nume Sini născut în 1983; în aprilie 1985 mama copilului a murit iar Sini a fost preluată în îngrijire de către bunicii materni; reclamantul a susținut că acest aranjament era doar temporar, cât să-i permită să-și rezolve diverse probleme legate de moartea soției. Spre sfârșitul anului 1985 bunicii fetei i-au comunicat reclamantului că nu intenționează să-i returneze acestuia fiica sa minoră. Reclamantul a început un lung șir de proceduri legale la diverse niveluri (mergând până la Curtea Supremă a Finlandei) pentru a-și recupera fiica și pentru a i se permite stabilirea unui program de legături personale cu aceasta; bunicii s-au împotrivit sistematic atât contactelor dintre reclamant și fiica sa cât și la orice tentativă a acestuia de a-și readuce fiica acasă.
În 1991 custodia minorei a fost transferată bunicilor iar începând cu anul 1992 dorința minorei de a nu mai avea contacte cu tatăl său natural (contacte întrerupte încă din 1987 datorită refuzului bunicilor de a permite executarea diferitelor dispoziții care permiteau reclamantului un program limitat de legături cu fiica sa) a început să fie luată în considerare, autoritățile naționale finlandeze considerând că durata șederii minorei cu bunicii săi și preferință sa către aceștia ca motive suficiente pentru a permite continuarea șederii minorei la bunicii săi.

## Concluzii
În acest caz instanța de la Strasbourg a luat în considerare doar evenimentele petrecute între anii 1990 (intrarea în vigoare a convenției în Finlanda) și 1993, când s-a considerat că minora este suficient de matură pentru a-și exprima propria opțiune. Judecata Curții a arătat că a existat o incălcare a drepturilor reclamantului prin faptul că autoritățile naționale nu au facut tot posibilul nici pentru a-i permite contacte cu fiica sa și nici pentru a i-o înapoia; reclamantul a primit 100,000 mărci finlandeze ca daune morale plus alte 135,000 mărci ca despăgubiri pentru cheltuielile legale.